# Björnbergstjärnen (Örträsks socken, Lappland)
Björnbergstjärnen är en sjö i Lycksele kommun i Lappland och ingår i Öreälvens huvudavrinningsområde. Sjön har en area på 0,0857 kvadratkilometer och ligger 335,6 meter över havet.

## Delavrinningsområde
Björnbergstjärnen ingår i det delavrinningsområde (711022-165158) som SMHI kallar för Inloppet i Lill-Tällvattnet. Medelhöjden är 370 meter över havet och ytan är 60,79 kvadratkilometer. Det finns inga avrinningsområden uppströms utan avrinningsområdet är högsta punkten. Tällvattsbäcken som avvattnar avrinningsområdet har biflödesordning 3, vilket innebär att vattnet flödar genom totalt 3 vattendrag innan det når havet efter 128 kilometer. Avrinningsområdet består mestadels av skog (80 procent) och sankmarker (13 procent). Avrinningsområdet har 0,4 kvadratkilometer vattenytor vilket ger det en sjöprocent på 0,7 procent.